# James Eckard
James Eckard est un tireur sportif américain.

## Palmarès
James Eckard a remporté les épreuves Tanegashima Replique, MAximilien Replique et Nagashino aux championnats du monde MLAIC 1996 à Warwick